# Thục hầu Quán
Thục hầu Quán (giản thể: 蜀侯绾; phồn thể: 蜀侯綰; ? – 285 TCN), tên Quán hay Oản (綰), là Thục hầu cuối cùng của nước Tần thời Chiến Quốc trong lịch sử Trung Quốc.

## Cuộc đời
Theo Hoa Dương quốc chí của Thường Cừ thì Thục hầu Quán là công tử nước Tần, tên là Doanh Quán, không rõ cha mẹ.
Năm 301 TCN, Thục hầu Huy bị Tư Mã Thác đưa gươm tự sát. Tần Chiêu Tương vương lập Quán lên làm Thục hầu.
Năm 285 TCN, Chiêu Tương vương nghi ngờ Thục hầu Quán có âm mưu tạo phản, cho người giết chết, phái Trương Nhược làm quận thú, trực tiếp quản lý đất Thục.